# سوبي
سوبي SoBe هي علامة تجارية أمريكية لمشروبات الشاي والعصائر والمياه، تملكها شركة بيبسيكو.
الاسم هو اختصار لـ ساوث بيتش South Beach، على اسم شاطئ ميامي في ولاية فلوريدا الأمريكية.
أسسها جون بيلو وتوم شوالم في 1996 في نورووك في ولاية كونكتيكت.
تقع مقراتها في بورتشيس في ولاية نيويورك في الولايات المتحدة.
بدأت الشركة برخصة لمنتجات العلكة والشيكولاتة، ثم تحولت إلى المشروبات في عام 2014.